# Penouta (Viana del Bollo)
Penouta (llamada oficialmente San Bartolomeu de Penouta) es una parroquia y un lugar del municipio español de Viana del Bollo, perteneciente a la provincia de Orense, en la comunidad autónoma de Galicia.

## Toponimia
La parroquia también es conocida por el nombre de San Bartolomé de Penouta.

## Historia
A mediados del siglo XIX la parroquia tenía contabilizada una población de 150 habitantes. Aparece descrita en el decimosegundo volumen del Diccionario geográfico-estadístico-histórico de España y sus posesiones de Ultramar de Pascual Madoz de la siguiente manera:

PENOUTA (San Bartolomé): felig. en la prov. de Orense (18 leg.), part. jud. y ayunt. de Viana del Bollo (1), dióc. de Astorga (22): sit. á la falda de los montes del mismo nombre; reinan con mas frecuencia los aires del NO. y S.; el clima es frio, y las enfermedades mas comunes pulmonias y dolores de costado. Tiene 20 casas, y una fuente de buenas aguas. La igl. parr. (San Bartolomé), de la que es aneja la de San Pedro de Ramillo, se halla servida por un cura de provision en concurso. Confina el térm. N. y E. Ramilo y Corzos; S. Cepedelo y Prado-Ramisquedo, y O. Paradela y Frojanes. El terreno es de inferior calidad: le baña un arroyo de escasas aguas: la indicada sierra de Penouta prod. brezo, algunos robles y pastos. Los caminos son locales y malos. prod.: centeno, patatas y algun lino; se cria ganado vacuno, de cerda, lanar y cabrío, y caza de perdices, liebres, conejos, corzos y jabalíes. pobl.: 20 vec., 150 alm. contr. con su ayunt. (V.).
(Madoz, 1849, p. 773)

## Organización territorial
La parroquia está formada por una entidad de población:
- Penouta

## Demografía
Gráfica demográfica del lugar y parroquia de Penouta según el INE:
| Gráfica de evolución demográfica de Penouta entre 2000 y 2023 |
|                                                               |
| Datos según el nomenclátor publicado por el INE.              |